# Sega Rally Championship
Sega Rally Championship è un videogioco di tipo simulatore di guida automobilistica, pubblicato dalla SEGA AM3 (Hitmaker) nel 1995 per Sega Model 2. In seguito vennero create conversioni per Sega Saturn e per Microsoft Windows.
Nel videogioco sono presenti tre auto: la Toyota Celica GT-Four, la Lancia Delta HF Integrale e la Lancia Stratos. Quest'ultima è sbloccabile, in tutte le modalità di gioco (campionato, prova a tempo e multigiocatore), solo dopo aver completato il tracciato "Lake Side" in pole position.
Guy Wilday ha dichiarato che Sega Rally ha influenzato il gameplay di Colin McRae Rally.
Il primo seguito di Sega Rally Championship, Sega Rally 2, venne pubblicato nel 1998, per Sega Model 3, Sega Dreamcast e PC. Nel 2007 è stato pubblicato Sega Rally Revo, mentre nel 2008 è uscito Sega Rally 3.